# Мечеть Аль-Салам (Одеса)
Мечеть Аль-Салам — мечеть в місті Одеси. В приміщенні мечеті розташований Арабський культурний центр. Будівля знаходиться за адресою вулиця Рішельєвська, 49.

## Історія
Мечеть відкрито 2001 року. Будівлю збудовано на кошти українського бізнесмена сирійського походження Ківана Аднана. У мечеті функціонує безкоштовна школа і бібліотека для вивчення арабської мови для всіх, незалежно від віку, громадянства і релігії. Центр можна відвідати щодня з 11 по 17 годину, окрім п'ятниці. При вході в молитовну залу треба роззутися, а жінкам видають хустки.
Директор центру — доктор Ріяд Таха Шамсан.
Проєкт будівлі розробило Одеське архітектурно-реставраційне бюро Архпроект-МДМ.

## Галерея

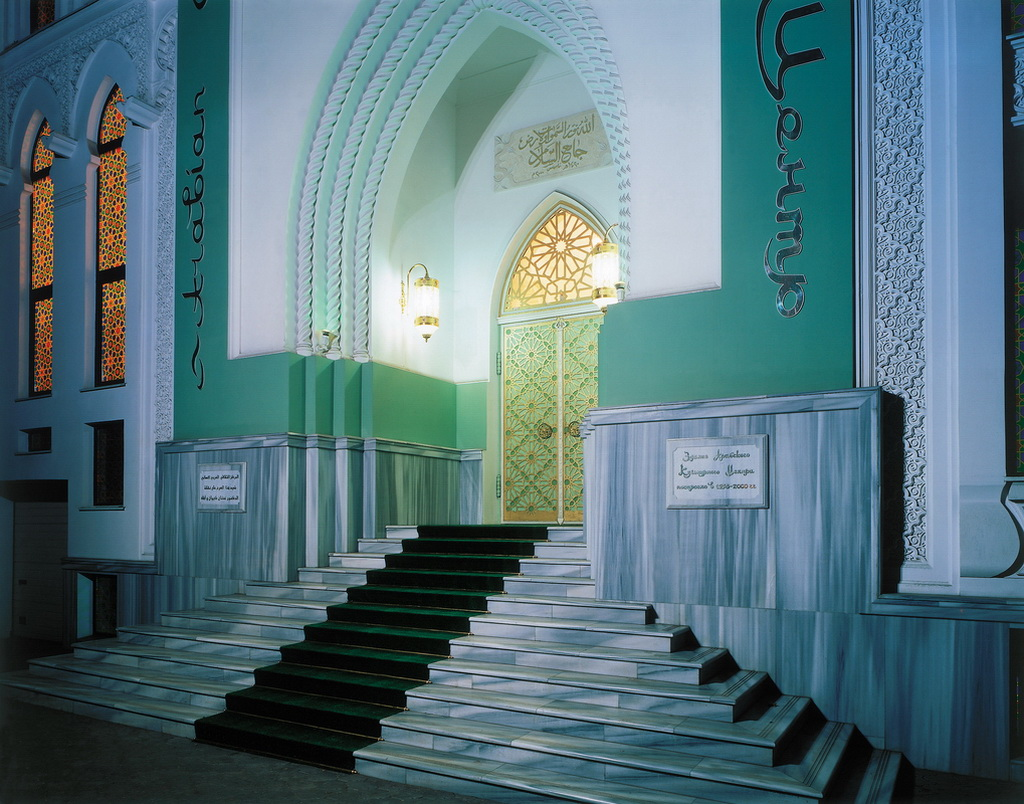
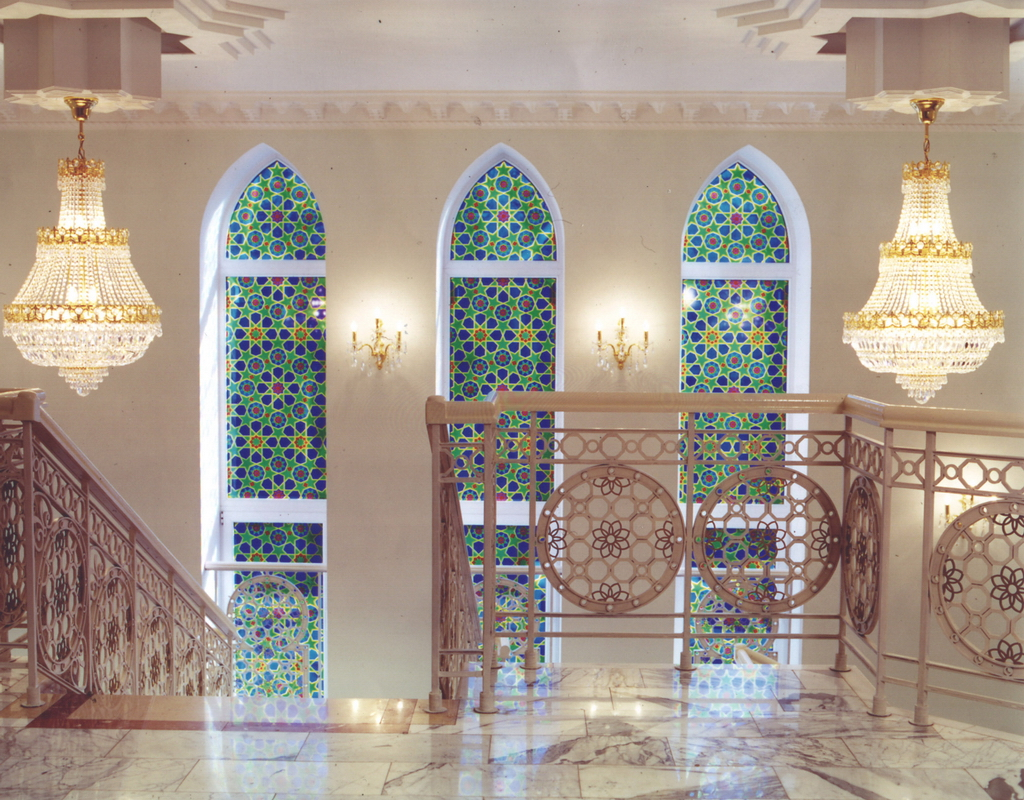
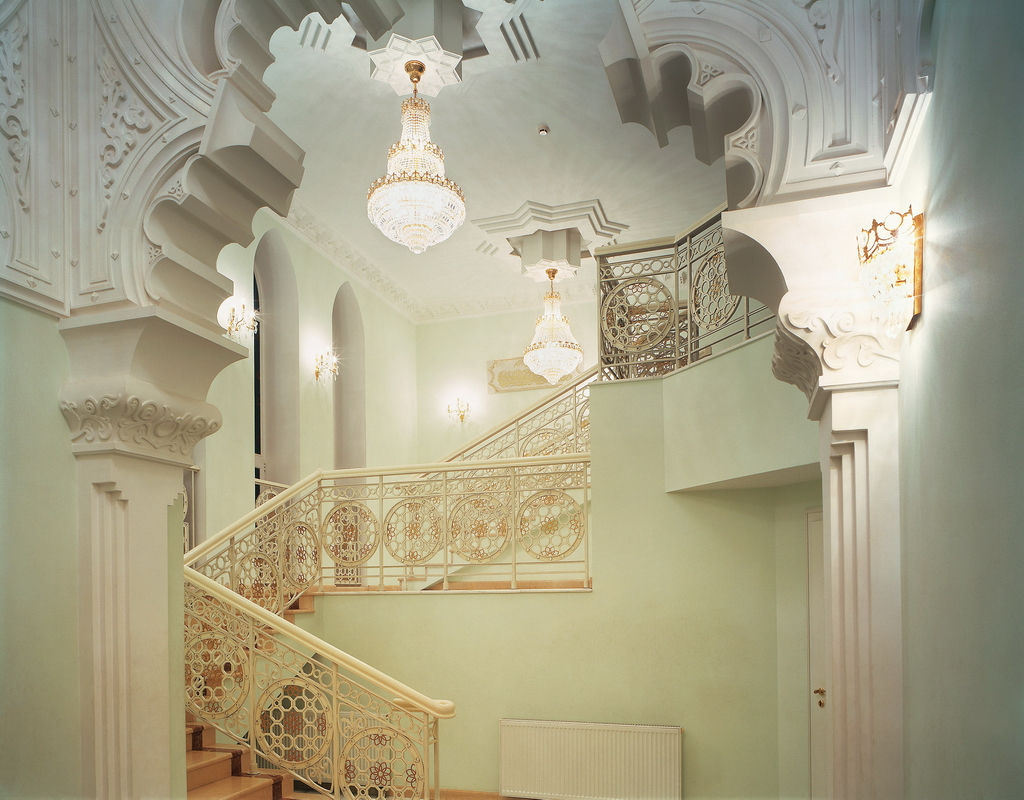
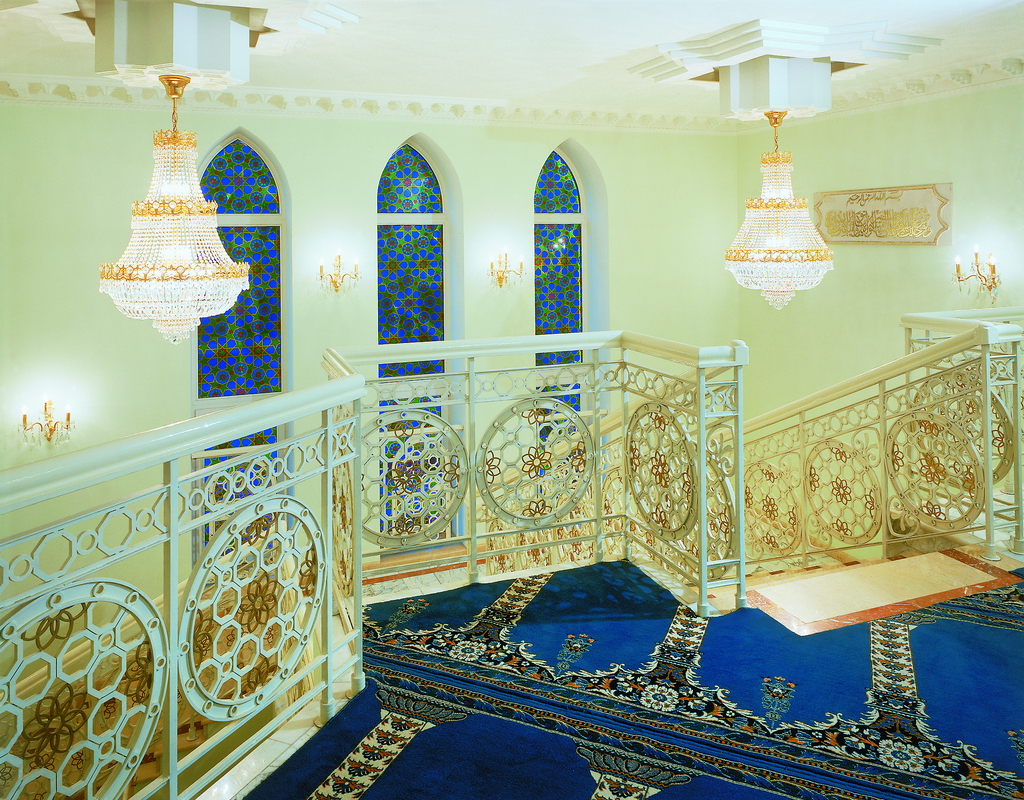
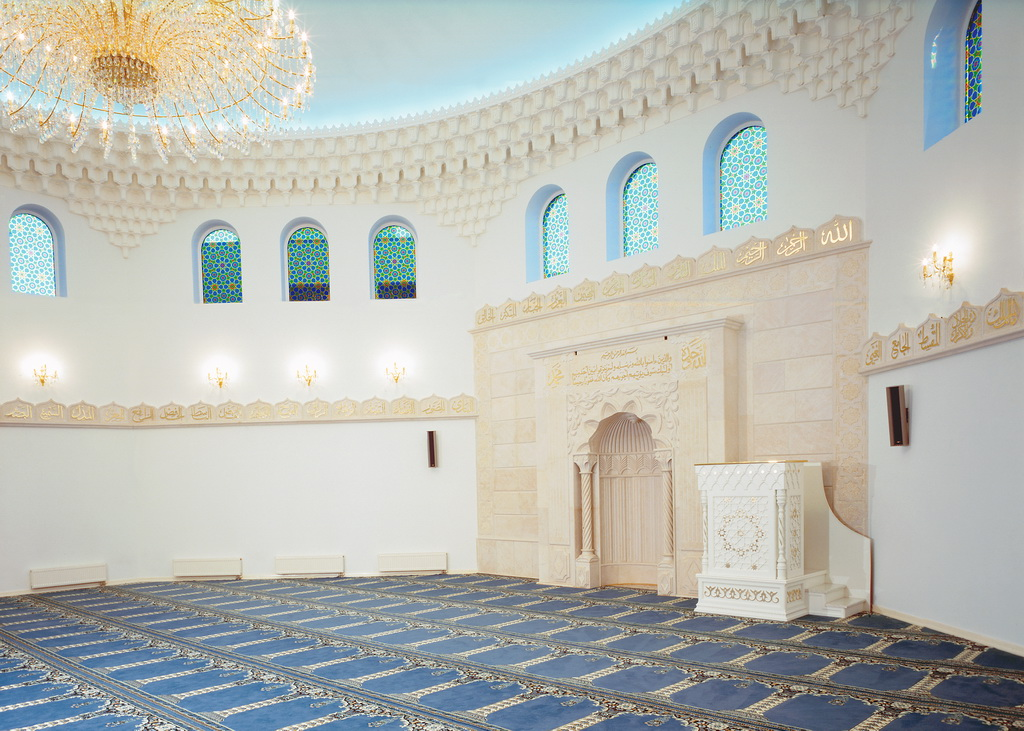